# La riunione di famiglia
La riunione di famiglia (Réunion de famille) è un dipinto del pittore francese Jean-Frédéric Bazille, realizzato nel 1867 e conservato al museo d'Orsay di Parigi.

## Descrizione

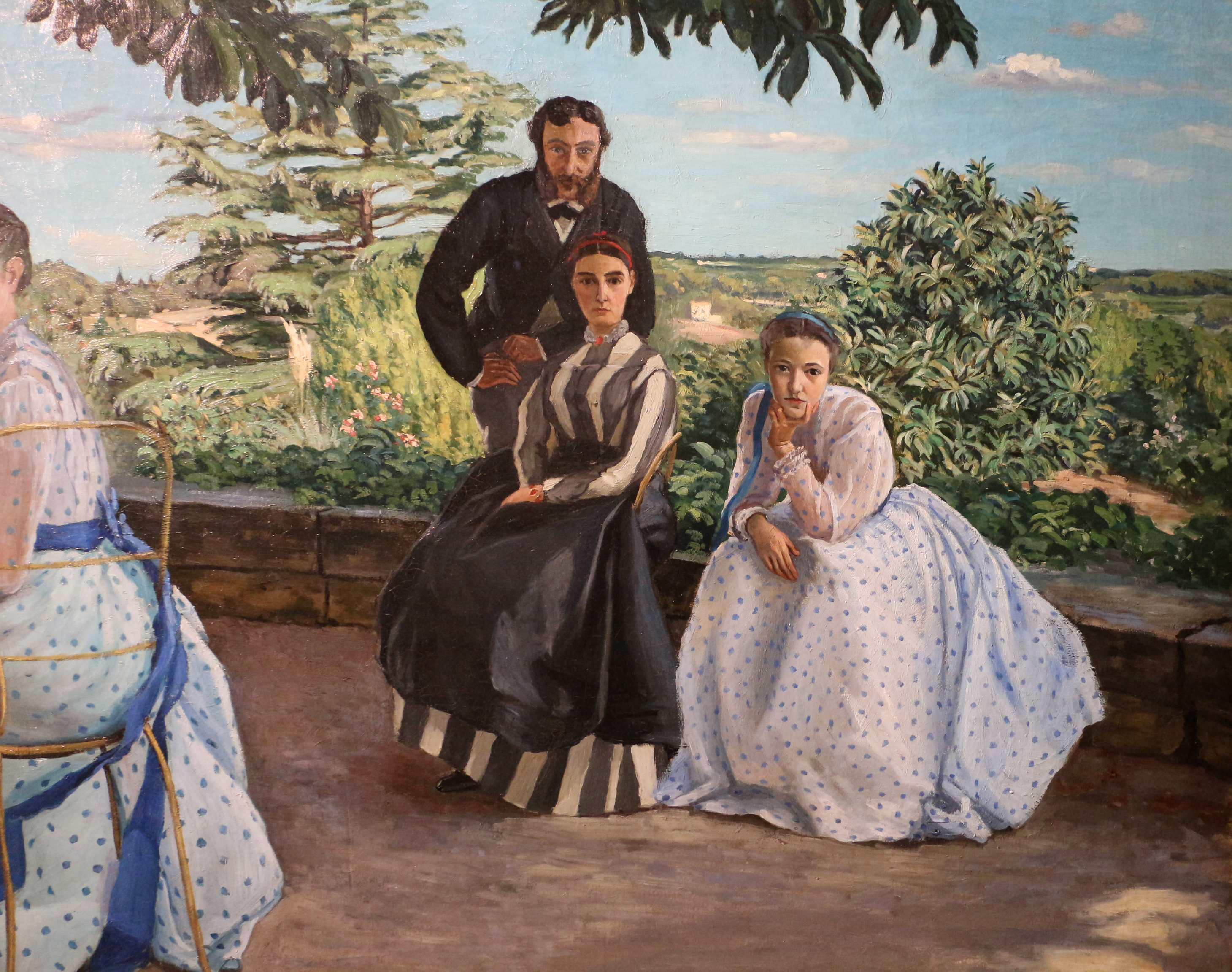
La riunione di famiglia, dettaglio

Si tratta con tutta probabilità della più nota opera di Bazille. Qui il pittore, approfittando di soggiorno estivo nella residenza di famiglia di Méric, nelle immediate vicinanze di Montpellier, raffigura dieci familiari in una terrazza all'aperto mentre si godono il tiepido sole del Meridione francese: all'estrema sinistra troviamo raffigurato anche il pittore, anch'egli piacevolmente dedito all'ozio delle estati occitane. Tutti i personaggi presenti rivolgono il proprio sguardo verso lo spettatore, come se stessero attendendo di essere fotografati. Sono diverse le fonti figurative alle quali Bazille si è rivolto durante la gestazione del dipinto: Renoir per le varie figure riunite a piccoli gruppi, e Manet per l'espediente dei personaggi che fissano direttamente lo spettatore. Il gusto narrativo dell'opera, invece, è affine a quello dei Macchiaioli.
Pur adottando quest'innovativo accorgimento Bazille modella gli atteggiamenti dei vari ritrattati in modo artificioso e decisamente poco spontaneo. Egli, forse inconsapevolmente, intendeva avvicinarsi al gusto ufficiale, al punto di inserire in basso a destra un brano di natura morta al posto di un cagnolino preventivamente raffigurato. Non a caso l'opera sopravvisse al giudizio dei giurì del Salon e riuscì ad essere regolarmente esposta. Bazille ne fu piacevolmente sorpreso, e con estrema modestia affermò di non sapere in quale modo abbia suscitato il consenso della giuria: «probabilmente si sarà sbagliata», avrebbe concluso.
Nonostante la rigidità delle pose e la pennellata poco sciolta il dipinto conserva, sotto il profilo strettamente cromatico, una spregiudicatezza tutta impressionista. Modulando le luci e le ombre, infatti, Bazille riesce a staccare lo sfondo (giocato sull'armonia tra l'azzurro luminoso del cielo di Méric e i verdi teneri della campagna) dal primo piano, dove troviamo le varie figure assiepate sotto all'albero. Notevole anche la tessitura luministica del dipinto, con la luce che filtrando attraverso il fogliame si imprime sulle varie figure, enfatizzando il contrasto cromatico tra gli abiti chiari e quelli scuri. In pieno accordo con l'impostazione impressionista, inoltre, Bazille sopprime del tutto l'utilizzo del colore locale e fa ricorso ad ombre colorate, garantendo così un'agile fruizione dell'opera, sia nei particolari più minuti che nelle volumetrie più ampie.